# DIA+
DIA＋（ダイアプラス）は、石川県を拠点に活動する女性だけの和太鼓パフォーマンス集団である。

## 概要
2014年、和太鼓奏者の山田瑞恵が、浅野太鼓に所属する「炎太鼓」「朱龍」を退団し、独立して設立した。チーム名の「DIA」は、「Dynamic（躍動的）」「Impression（感動）」「Art ensemble（芸術的アンサンブル）」の頭文字を取ったものであり、力強さと繊細さを兼ね備えた演奏スタイルを特徴としている。
DIA＋のパフォーマンスは、和太鼓の演奏に加え、衣装や舞などの要素を取り入れた独自の演出が魅力であり、宝塚歌劇団を彷彿とさせる華やかさを持つと評されている。国内外での演奏経験も豊富で、アメリカ・ミシガン州やミネソタ州でのコンサート出演など、国際的な舞台でも活躍している。また、金沢市内のホールでの自主コンサートや、テレビ番組への出演など、多方面で活動を展開している。

## 沿革
2014年
- 6月、和太鼓奏者・山田瑞恵が石川県の浅野太鼓に所属する「炎太鼓」「朱龍」を退団し、女性だけの和太鼓集団「DIA＋（ダイアプラス）」を設立。

2015年
- 6月、アメリカ・ミシガン州レッドフォードシアターにてDIA＋コンサートを開催。
- ミシガン州グランドラピッズ市「マイヤーガーデン」オープニングイベントに出演。
- JAIFA年次大会in金沢イベント オープニング出演。
- 7月、第3回全国邦楽合奏フェスティバルin金沢 ゲスト出演。
- 10月、金沢市民芸術村にて単独コンサート「DIA＋コンサート」開催。
- 11月、HABてんこもりフィスタ出演。
- MOSHI MOSHI NIPPON FESTIVAL 2015 in TOKYO オープニング出演。
- JCI世界会議金沢大会 出演。
- 12月、年末格闘技イベント「RIZIN2015」生放送 オープニング出演[3]

2016年
- 1月、奈良大立山まつり 出演。
- 2月、インド・ニューデリーで開催されたオートEXPO2016にてトヨタショー出演。
- 3月、KKRホテルにてDIA＋ディナーショー開催。
- 4月、高山別院にてDIA＋×花柳琴臣コンサートIN TAKAYAMA開催。
- 12月、金沢市民芸術村にて「StrawberryConcert2016 DIA+花の宴コンサート-海神伝-」開催。
- 年末格闘技イベント「RIZIN2016」生放送 オープニング出演[3]

2017年
- 8月、岩手県名取市文化会館にて「スペシャルコンサート名取といしかわの絆を永遠に」名取子供ミュージカル合同コンサート開催。
- 10月、島根県津和野町にて「つわの太鼓20周年記念事業公演」ゲスト出演。
- 12月、金沢歌劇座にて「StrawberryConcert2017 DIA+花の宴コンサート-幕末伝-」開催[3]

2018年
- 6月、大阪府茨木市生涯学習センターきらめきホールにて「DIA+花の宴コンサート-幕末伝-」開催。
- 12月、金沢本多の森ホールにて「StrawberryConcert2018 DIA+花の宴コンサート-百花繚乱伝-」開催[3]

2019年
- 12月、金沢市文化ホールにて「StrawberryCONCERT2019 DIA+花の宴コンサート-DIACITY-」開催。
- 2月、アメリカ・ミネソタ州で行われたTaikoArts MIDWEST主催「HERbeat」に山田瑞恵が出演[3]

2021年
- 12月、金沢市文化ホールにて「StrawberryCONCERT2021 DIA+花の宴コンサート-DIALAND-」開催[3]

2024年
- 9月、大阪府吹田市交流活動館にて復興応援イベント「和太鼓DIA＋想いつながる百万石ライブ」を開催。能登半島地震災害義援金として105,881円を寄付[4]